# 王磨镇
王磨镇，是中华人民共和国甘肃省陇南市成县下辖的一个乡镇级行政单位。

## 行政区划
王磨镇下辖以下地区：
官店村、王磨村、杨庄村、浪沟门村、陈家庄村、祈坝村、林口村、韦家山村、王坪村、白家村、梨树垭村、水泉湾村、黄家山村、张山村和周家能村。